# Käppkrokmossa
Käppkrokmossa (Hamatocaulis vernicosus) är en bladmossart som beskrevs av Lars Hedenäs 1989. Enligt Catalogue of Life ingår Käppkrokmossa i släktet käppkrokmossor och familjen Amblystegiaceae, men enligt Dyntaxa är tillhörigheten istället släktet käppkrokmossor och familjen Calliergonaceae. Enligt den finländska rödlistan är arten sårbar i Finland. Enligt den svenska rödlistan är arten nära hotad i Sverige. Arten förekommer i Götaland, Öland, Svealand, Nedre Norrland och Övre Norrland. Artens livsmiljö är rikkärr. Inga underarter finns listade i Catalogue of Life.

## Bildgalleri

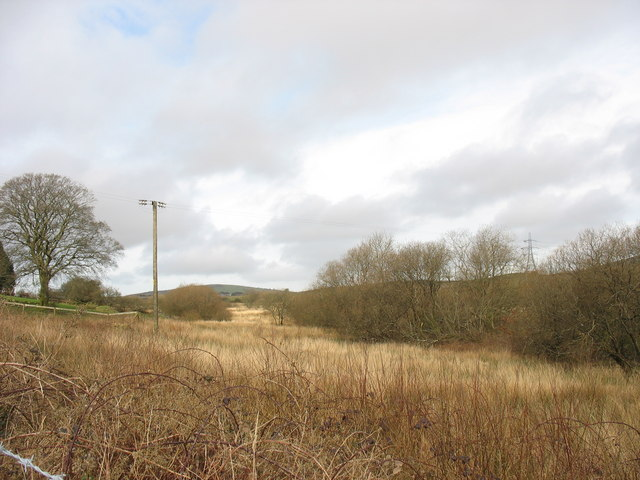